# Ruisseau de Clairvent
Le ruisseau de Clairvent, aussi appelé ruisseau de l'Étang, est un ruisseau qui coule dans le département du Jura en Bourgogne-Franche-Comté. C'est un affluent rive gauche de la Loue, donc un sous-affluent du Rhône par le Doubs et la Saône.

## Géographie
Long de onze kilomètres, le ruisseau de Clairvent prend sa source dans la commune de Villette-lès-Arbois à 328 mètres d'altitude et s'écoule ensuite vers le nord. Il est rejoint en rive droite par trois affluents : le ruisseau de Montmalin, le ruisseau des Prés et le ruisseau de l'Étang respectivement d'amont vers l'aval. Il se jette dans la Loue sur la commune d'Ounans juste après avoir quitté la commune de Chamblay.

### Communes et cantons traversés
Dans le seul département du Jura le ruisseau de Clairvent traverse cinq communes : Villette-lès-Arbois, Vadans, Saint-Cyr-Montmalin,  Chamblay et Ounans.

### Bassin versant
Le ruisseau de Clairvent traverse une seule zone hydrographique :  U264 (La Loue de la Larine à la Cuisance)

## Affluents
Le ruisseau de Clairvent a trois affluents (rive droite) référencés :
- le ruisseau de l'Étang (3 km)[2]
- le ruisseau des Prés (2 km)[3]
- le ruisseau de Montmalin (1 km)[4]

Son nombre de Strahler est donc de 2

## Hydrologie
Le ruisseau de Clairvent présente des fluctuations saisonnières de débit assez marquées.